# Queer as Folk (Fernsehserie, 2000)
Queer as Folk ist eine kanadisch-US-amerikanische Fernsehserie, entwickelt von Russell T Davies, Ron Cowen und Daniel Lipman, die von 2000 bis 2005 vom US-Sender Showtime und im kanadischen Showcase ausgestrahlt wurde. Die ersten Folgen der Serie sind eine Neuverfilmung der gleichnamigen britischen Fernsehserie.
Der Titel ist abgeleitet aus der in Teilen Nordenglands gebräuchlichen Redewendung „there’s nought so queer as folk“, etwa „es gibt nichts Seltsameres als Leute“. Im deutschen Fernsehen wurde die Serie von Januar 2006 bis März 2008 bei ProSieben und ab 2008 bei TIMM ausgestrahlt.

## Allgemeines
Die in Pittsburgh im US-Bundesstaat Pennsylvania spielende Serie erzählt die Erlebnisse der fünf schwulen Männer Brian, Justin, Michael, Ted und Emmett und deren lesbischen Freundinnen Lindsay und Melanie. Es geht um alle Facetten des Lebens innerhalb der homosexuellen Szene, unter anderem um verschiedene Beziehungs- und Familienformen, AIDS, Drogen und Vorurteile. Eine der bekannteren Darstellerinnen der Serie ist die Schauspielerin Sharon Gless, die von 1982 bis 1988 die Rolle der Christine Cagney in der US-Serie Cagney & Lacey spielte.

## Hauptfiguren
Brian Kinney
Brian Kinney ist zu Beginn der Serie 29 Jahre alt und ein gut verdienender leitender Angestellter einer Werbeagentur. Sein Leben dreht sich fast ausschließlich um Sex, feste Beziehungen hat er zunächst keine. In der ersten Folge der Serie lernt er den minderjährigen Justin Taylor kennen und beginnt mit diesem eine turbulente Beziehung. Brian ist auch der Vater des künstlich gezeugten Kindes Gus, das von einem mit ihm befreundeten lesbischen Paar, Melanie Marcus und Lindsay Peterson, aufgezogen wird.
Als Brian seine Stelle in der Agentur verliert, macht er sich mit einer eigenen Werbeagentur selbständig. Kurze Zeit später erkrankt er an Hodenkrebs, was er zunächst vor den Freunden geheim hält. Nach seiner Genesung kauft er eine Diskothek, in der wenig später von homophoben Fanatikern ein Bombenanschlag verübt wird, bei dem es zahlreiche Tote und Schwerverletzte gibt.
Als Brian durch die Sorge, ob sein Freund Justin unter den Opfern des Anschlags ist, erkennt, wie sehr er ihn liebt, gesteht er ihm diese Liebe zum ersten Mal. Kurze Zeit später beschließen die beiden zu heiraten, was sie letztlich aber wieder verwerfen, da Justin nach New York City geht, um dort seine Karriere als Künstler voranzutreiben.
Michael Charles Novotny
Michael „Mikey“ Novotny ist der beste Freund von Brian; die Beziehung der beiden ist platonisch. Michael arbeitet zunächst in einem Supermarkt als stellvertretender Filialleiter und hält dort seine Homosexualität geheim. In der ersten Staffel lernt Michael den Chiropraktiker David Cameron kennen und zieht zu ihm; die Beziehung zerbricht jedoch nach einiger Zeit.
Später macht Michael sich mit einem Geschäft für Comic-Hefte selbständig und bringt zusammen mit Justin als Zeichner eine eigene Comic-Reihe mit einem schwulen Helden, der Brian sehr ähnelt, heraus. Michael lernt den Universitätsprofessor Ben Bruckner kennen, den er schließlich in Kanada heiratet. Bei einem Bombenanschlag auf eine Diskothek wird Michael schwer verletzt und stirbt beinahe. Nach seiner Genesung adoptieren Michael und Ben am Ende der Serie den Pflegesohn James „Hunter“ Montgomery. Michael ist der Vater des künstlich gezeugten Kindes Jenny Rebecca, das von Melanie und Lindsay aufgezogen wird.
Justin Taylor
Justin Taylor ist mit anfänglich 17 Jahren das Nesthäkchen der Gruppe. An seiner Person werden die Probleme des Coming-outs dargestellt. Er lernt in der ersten Folge der Serie Brian kennen und verliebt sich in ihn. Seine Mutter gewöhnt sich mit der Zeit an die Homosexualität ihres Sohnes, sein Vater reagiert völlig ablehnend und treibt ihn schließlich aus dem Haus. Justin ist künstlerisch sehr begabt und beschließt nach seinem Schulabschluss, ein Studium an einer Kunsthochschule aufzunehmen. Sein Leben wird erschüttert, als er von einem homophoben Mitschüler mit einem Baseballschläger niedergeschlagen und lebensgefährlich verletzt wird.
Nach seiner Genesung zieht er zunächst zu Brian und bringt dann zusammen mit Michael eine erfolgreiche Comic-Reihe heraus. In der zweiten Staffel trennt er sich von Brian und kommt mit einem Musiker zusammen, jedoch beendet Justin die Beziehung später und zieht wieder bei Brian ein. Nach einem erneuten Auszug und einer Versöhnung beschließen sie zu heiraten. Letztlich kommt es nicht dazu, weil Justin nach New York City geht, um dort seine von einem renommierten Kunstkritiker prognostizierte Karriere voranzutreiben.
Emmett Honeycutt
Emmett Honeycutt lebt offen schwul. Er bezeichnet sich selbst oft als „Tunte“ und spricht von sich und seinen homosexuellen Freunden gerne in der weiblichen Person. In den ersten beiden Staffeln arbeitet er in einer kleinen Boutique für „schwule Mode“, später hat er zusammen mit Vic Grassi einen kleinen Party-Service. Zeitweilig ist Emmett als „Fetch Dixon“ der Star von Ted Schmidts Porno-Website im Internet. Später erscheint er als „Queer Guy“ in den Nachrichten eines lokalen Fernsehsenders.
Nach einer glücklichen Beziehung zu einem älteren Millionär, der jedoch bald beim gemeinsamen Sex in der Flugzeugtoilette an einem Herzinfarkt stirbt, kommt Emmett später mit Ted zusammen; die Beziehung scheitert, als Ted abhängig von der Droge Crystal Meth wird. Danach hat Emmett ein Verhältnis mit dem Footballspieler Drew Boyd, der zunächst für die Öffentlichkeit das heterosexuelle Sport-Idol spielt, sich aber schließlich als schwul outet. Auch diese Beziehung scheitert.
Theodore „Ted“ Schmidt
Ted Schmidt ist der Intellektuelle und Älteste der Gruppe, dem es allerdings an Selbstvertrauen fehlt. Zu seinen großen Leidenschaften gehören Pornos, Opern und athletische jüngere Männer. Von Letzteren wird er allerdings in den meisten Fällen ignoriert und bleibt zunächst ohne feste Beziehung. Später erkennen Emmett und er ihre gegenseitige Zuneigung und werden zeitweilig ein Paar, die jedoch bald daran zerbricht, dass Ted drogensüchtig wird.
Ted arbeitet zunächst als Buchhalter. Nach dem Verlust seines Jobs bietet er schwule pornografische Seiten im Internet an. Wegen rechtlicher Probleme muss er sein Angebot schließen, wird arbeitslos und schließlich drogenabhängig. Nach einem erfolgreichen Drogenentzug nimmt er eine Stelle als Finanzchef in Brians Werbeagentur an. Am Ende der Serie trifft er seine alte Liebe Blake Wyzecki wieder, der ihm bei seinem Entzug als Betreuer zur Seite gestanden hatte.
Benjamin „Ben“ Bruckner
Ben Bruckner ist Literaturdozent an der Carnegie Mellon Universität von Pittsburgh und HIV-positiv. Nach einigen risikoreichen Experimenten mit Steroiden, die er sich selber injiziert hat, geht Ben schließlich offen und optimistisch mit seiner Krankheit um. Kurz nachdem er Michael Novotny kennenlernt, werden die beiden ein Paar und heiraten in Kanada. Später erkämpfen sie gemeinsam das Sorgerecht für den sechzehnjährigen HIV-positiven James „Hunter“ Montgomery, den sie am Ende der Serie adoptieren.
Deborah „Debbie“ Novotny
Debbie Novotny ist die Mutter von Michael Novotny und arbeitet im Liberty Diner, einem beliebten Treffpunkt der Freunde. Sie kümmert sich um ihren ebenfalls HIV-infizierten Bruder Vic Grassi, der zunächst bei ihr lebt und später in der Serie stirbt. Ihre schrille Kleidung und ihre Buttons fallen stets auf, wie auch ihr Engagement für Schwule und Lesben. Justin findet in der ersten Staffel und Emmett in der vierten Staffel in ihrem Haus eine vorübergehende Bleibe. In der zweiten Staffel kommt sie mit Polizist Carl Horvath zusammen, der in der fünften Staffel schließlich bei ihr einzieht.
Lindsay Peterson und Melanie Marcus
Lindsay Peterson, genannt „Linds“, ist eine langjährige Freundin von Brian, dem Vater ihres künstlich gezeugten Sohnes Gus. Peterson ist lesbisch und lebt mit ihrer Freundin Melanie Marcus, genannt „Mel“, einer durchsetzungsfähigen Rechtsanwältin, zusammen. Lindsay ist Kunstlehrerin, arbeitet später in einer Galerie und hat reaktionäre Eltern, die ihre Lebensweise nicht gutheißen. Mel ist außerdem mit Ted befreundet; jedoch wird diese Beziehung stark erschüttert, als sie erfährt, dass er das ihm anvertraute Geld für Gus’ Studium für Drogenexzesse ausgegeben hat.
Lindsay und Melanie heiraten, und Mel lässt sich von Michael künstlich befruchten. Während sie das Kind austrägt, hat Lindsay eine kurze Affäre mit dem Künstler Sam Auerbach. Es kommt zur Trennung der Frauen. Durch einen Bombenanschlag in einer Diskothek erkennen die beiden, dass sie zusammenbleiben wollen. Sie ziehen mit ihren Kindern Gus und Jenny Rebecca nach Toronto in Kanada, weil sie die beiden Kinder nicht in einem homophoben Umfeld aufwachsen lassen wollen.

## Nebenfiguren
Daphne Chanders ist Justins beste Freundin; die beiden verbindet eine innige platonische Beziehung. Daphne hat ein fröhliches und unkompliziertes Wesen und unterstützt Justin nach Kräften. Daphne steht Justin zur Seite, als er sein Coming Out hat und von seinem Vater des Hauses verwiesen wird.
Jennifer Taylor ist sehr besorgt, aber auch stolz auf ihren Sohn Justin. Sie versucht ihn zu unterstützen und zeigt im Gegensatz zu ihrem Mann Verständnis für ihn. Die Ehe der Taylors geht schließlich in die Brüche, und Jennifer Taylor lernt einen jüngeren Mann kennen, mit dem sie eine Beziehung beginnt.
Victor „Vic“ Grassi hat einen trockenen Humor und wohnt zunächst gemeinsam mit seiner älteren Schwester Debbie in einem Haus. Seit er an AIDS erkrankt ist, wird er von ihr gepflegt. Als er Rodney kennenlernt, zieht er mit ihm zusammen. Grassi stirbt nach einem Streit mit seiner Schwester; die beiden können sich nicht mehr versöhnen.
David Cameron ist in der ersten Staffel Michaels Freund. Er ist geschieden und arbeitet als Chiropraktiker. Sein aufwändiger Lebensstil in der oberen Mittelschicht schüchtert Michael ein. David verlässt schließlich die Stadt, um nach Portland zu ziehen. Michael macht am Ende von Staffel 1 erst einen Rückzieher, da er Brian nach dem Anschlag auf Justin zur Seite steht. Zwischen Staffel 1 und 2 war er eine Weile nach Portland gezogen, kehrt zu Beginn von Staffel 2 aber nach der Trennung von David zurück.
James „Hunter“ Montgomery arbeitet schon mit 16 Jahren auf dem Homosexuellenstrich, nachdem er bereits von seiner Mutter zum „anschaffen“ geschickt wurde und später von zu Hause weglief. Er ist ebenfalls HIV-positiv. Später stellt sich heraus, dass er heterosexuell ist. Er wird von Novotny und Bruckner zunächst als Pflegesohn aufgenommen und in der fünften Staffel von ihnen adoptiert.
Blake Wyzecki ist ein junger Drogensüchtiger, der sich für Ted interessiert. Seine Drogenabhängigkeit steht einer dauerhaften Beziehung mit Ted allerdings im Weg. Später taucht Blake wieder auf, inzwischen von seiner Drogensucht geheilt. Er arbeitet als Leiter einer Selbsthilfegruppe in der Suchtberatungsstelle, die Ted nach seinem Entzug aufsucht. Am Ende der Serie treffen sich Wyzecki und Schmidt wieder.
Drew Boyd ist ein Freund Emmett Honeycutts. Er ist zunächst ein Kunde von Honeycutts Party-Service, geht mit ihm dann eine lockere Beziehung ein. Der Quarterback einer Profi-Footballmannschaft gilt als Muster-Heterosexueller, sucht aber heimlich schwule One-Night-Stands. In der fünften Staffel outet er sich vor laufender Fernsehkamera und verliert vorübergehend seinen Job.

## Besetzung
Die Serie wurde bei der Arena Synchron in Berlin vertont. Claudia Sander schrieb die Dialogbücher, Oliver Feld führte die Dialogregie und sprach zudem die Figur Emmett Honeycutt.

### Hauptdarsteller und Synchronsprecher
| Rolle                   | Schauspieler    | Synchronsprecher                    |
| ----------------------- | --------------- | ----------------------------------- |
| Brian Kinney            | Gale Harold     | Karlo Hackenberger                  |
| Michael Charles Novotny | Hal Sparks      | Marius Clarén                       |
| Justin Taylor           | Randy Harrison  | David Turba                         |
| Emmett Honeycutt        | Peter Paige     | Oliver Feld                         |
| Ted Schmidt             | Scott Lowell    | Santiago Ziesmer                    |
| Ben Bruckner            | Robert Gant     | Matti Klemm                         |
| Deborah Novotny         | Sharon Gless    | Astrid Bless                        |
| Lindsay Peterson        | Thea Gill       | Tanja Geke                          |
| Melanie Marcus          | Michelle Clunie | Cathlen Gawlich                     |
| Daphne Chanders         | Makyla Smith    | Esra Vural                          |
| Jennifer Taylor         | Sherry Miller   | Sabine Arnhold                      |
| Vic Grassi              | Jack Wetherall  | Michael Telloke Joachim Siebenschuh |

## Internationale Ausstrahlung
- Die Serie wurde neben Deutschland ebenfalls in Belgien, Finnland, Ungarn, Italien, Slowenien, Spanien, Großbritannien und Frankreich ausgestrahlt.
- In Griechenland wurde die erste Staffel unter dem Titel „Ανάμεσά μας“ („anamesa mas“, etwa „Unter uns“) vom Star Channel ausgestrahlt. Wegen der orthodoxen Fernsehzuschauer, die sich bei dem Sender beschwerten, wurde die Ausstrahlung trotz hoher Einschaltquoten eingestellt.
- In Kroatien hatte die Schwule und Lesbische Gemeinschaft LGBT 2003/2004 eine Kampagne zur Ausstrahlung der Serie gestartet. Mit der Begründung, es gäbe technische Schwierigkeiten, wurde die Ausstrahlung abgelehnt.

## Auszeichnungen
Queer as Folk hat sieben Auszeichnungen gewonnen, darunter den Prism Award, und 20 Nominierungen für Awards wie GLAAD Media Awards und DGC Craft Award erhalten.